# کریستینا پدرسن
کریستینا پدرسن (دانمارکی: Christinna Pedersen؛ زادهٔ ۱۲ مهٔ ۱۹۸۶) یک بدمینتون‌باز اهل دانمارک است. وی به مدال نقره رشته بدمینتون در بازی‌های المپیک تابستانی ۲۰۱۶ رسید.